# Glen Wesley
Glen Edwin Wesley, född 2 oktober 1968, är en kanadensisk–amerikansk före detta professionell ishockeyspelare som tillbringade 21 säsonger i den nordamerikanska ishockeyligan National Hockey League (NHL), där han spelade för ishockeyorganisationerna Boston Bruins, Hartford Whalers, Toronto Maple Leafs och Carolina Hurricanes. Han producerade 537 poäng (128 mål och 409 assists) samt drog på sig 1 045 utvisningsminuter på 1 457 grundspelsmatcher.
Han draftades i första rundan i 1987 års draft av Boston Bruins som tredje spelare totalt.
Wesley vann sin första och enda Stanley Cup med Hurricanes för säsong 2005–2006.
Under säsongen 2007–2008 så gjorde Hurricanes klart med att man ville se att Wesley skulle göra som Ron Francis och Tom Barrasso gjorde, att ansluta sig till organisationen efter spelarkarriären. Den 5 juni 2008 meddelade Wesley sitt avsked till ishockeyn och samma dag så meddelade organisationens president och general manager Jim Rutherford att Wesley blev utnämnd till chef för backutvecklingen (Director of Defenceman Development) för organisationen.
Den 18 februari 2009 blev Wesleys spelarnummer (#2) pensionerat av Hurricanes, det innebär att ingen annan spelare kan ha det igen i organisationen.